# Dăboveț, Haskovo
Dăboveț (în bulgară Дъбовец) este un sat în comuna Liubimeț, regiunea Haskovo,  Bulgaria. 

## Demografie
Componența etnică a satului Dăboveț
     Turci (22,64%)
     Bulgari (64,15%)
     Romi (13,2%)
     Nicio identificare (0%)
La recensământul din 2011, populația satului Dăboveț era de 53 locuitori. Din punct de vedere etnic, majoritatea locuitorilor (64,15%) erau bulgari, existând și minorități de turci (22,64%) și romi (13,2%). Pentru 0,0% din locuitori nu este cunoscută apartenența etnică.